# Тудела
Тудела (ісп. Tudela) — муніципалітет в Іспанії, у складі автономної спільноти Наварра. Населення — 34 717 осіб (2009).
Муніципалітет розташований на відстані близько 250 км на північний схід від Мадрида, 85 км на південь від Памплони.

## Історія

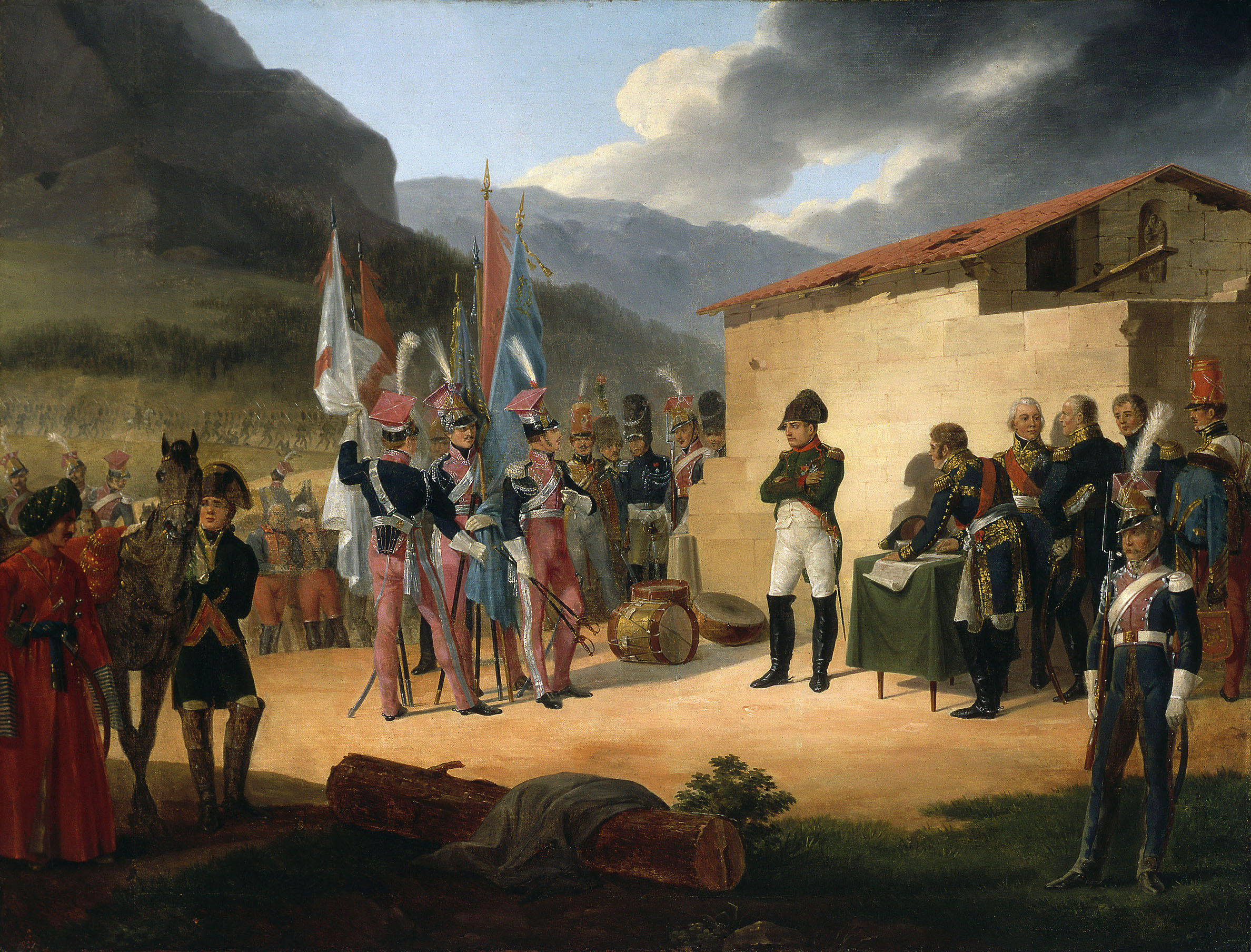
Картина «Битва під Туделою» художника Януарія Суходольського

Археологічні розкопки свідчать, що територія була заселена ще з часів нижнього палеоліту. Місто було засноване римлянами на місці кельтіберського поселення. Римський поет Марк Валерій Марціал згадує міто у своїй епіграмі (Епіграми IV, 55).
Місто захопили араби під час завоювання Піренейського півострова Омеядським халіфатом. В 802 році став еміратом Аль-Хакама I під управлінням мувлада Амрус ібн Юсуфа.
В 1119 році Тудела була звільнена Альфонсо I Вояком. Мусульман виселили з міста у околиці, тоді як євреї залишалися. У 1157 році англійськи вчений Робер Кетонський, що перший переклав Коран на латину, став каноніком Тудели.
В 1498 році євреї були заборонені у Туделі. В 1516 та 1610 з міста вигнали мусульман та морисків. Головна мечеть стала католицькою церквою у 1121 році. У місті ще досі збереглися будинки у ісламському стилі «мудехар».
У Наваррському королівстві Тудела відігравала важливу оборонну роль у війнах з Кастилією та Арагоном. Місто останнім здалося Фернандо II Арагонському в 1512 році під час іспанського вторгнення у Наварру.
У 1250 — 1530 роках місто було центром Тудельської меринії (повіту) Наваррського королівства.
У 1783 році Тудела від'єдналася від Памплонської єпархії і утворила свою.
23 листопада 1808 року маршал Жан Лан армії Наполеона виграв Битву під Туделою під час Іспансько-французької війни.

## Демографія
Динаміка населення (INE ):

## Пам'ятки і туристичні атракції
- Площа де лос Фуерос[4]
- Кафедральний собор Святої Марії Тудельської[5]
- Башта Торре Монреаль[6]
- Пагорб з скульптурою Священне Серце Ісуса[7]

## Релігія
- Центр Памплонської і Тудельської архідіоцезії Католицької церкви.

## Відомі особи
У місті народився видатний мандрівник Веніамін Тудельський.

## Міста-побратими
- Молеон-Лішарр
- Тиверіада
- Мон-де-Марсан

## Галерея зображень

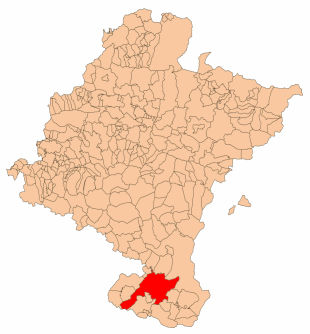
Розташування муніципалітету
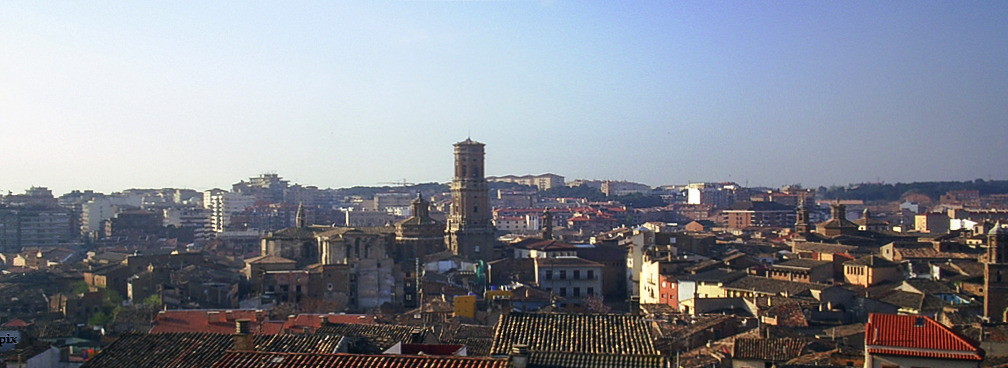
Тудела, історичний центр міста
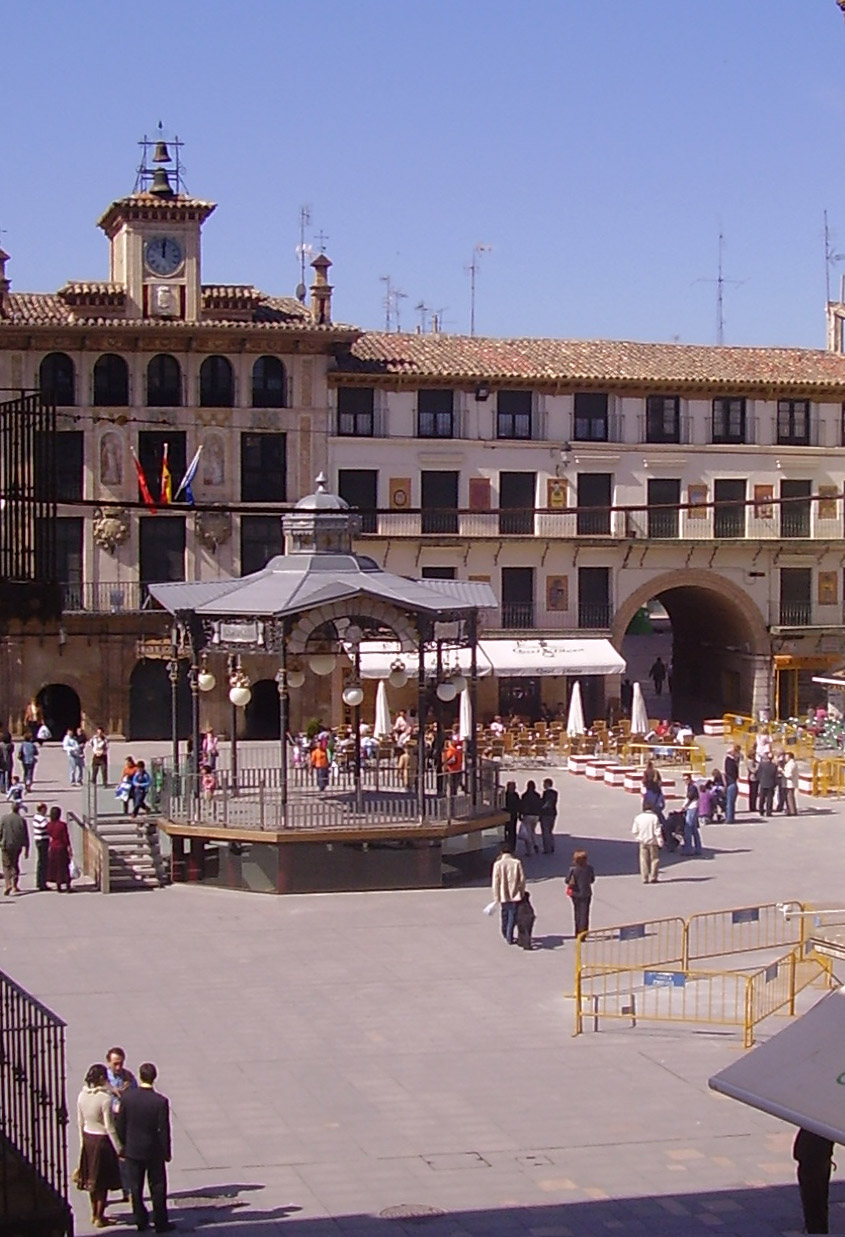
Пласа-де-лос-Фуерос
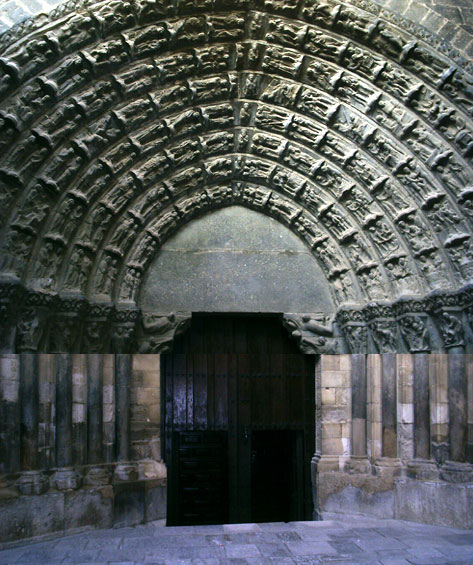
Ворота кафедрального собору
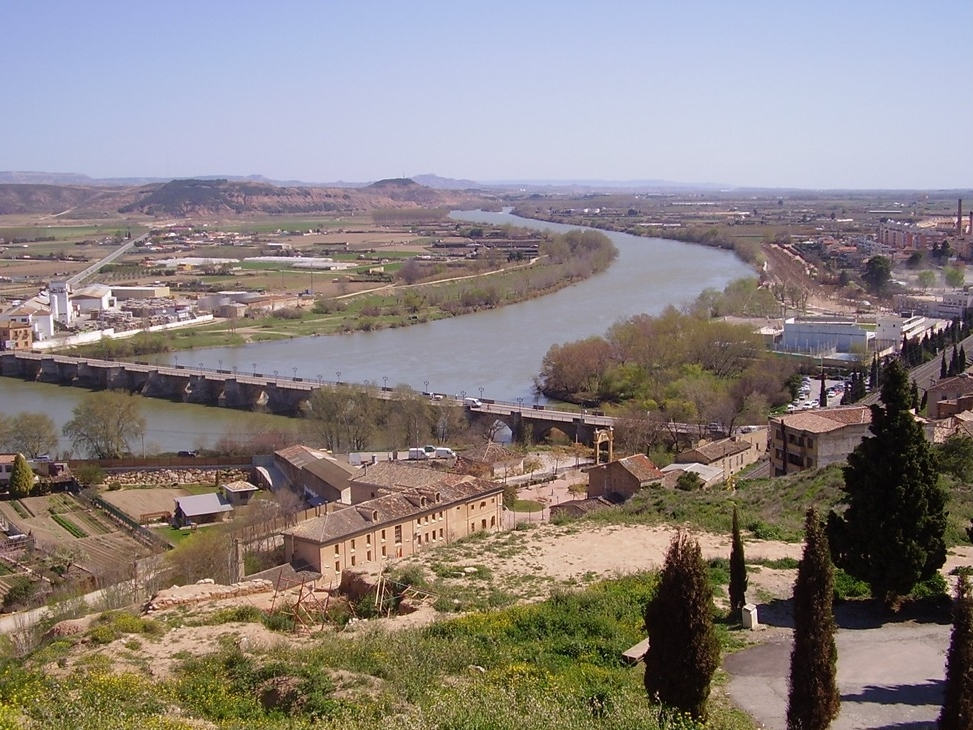
Річка Ебро
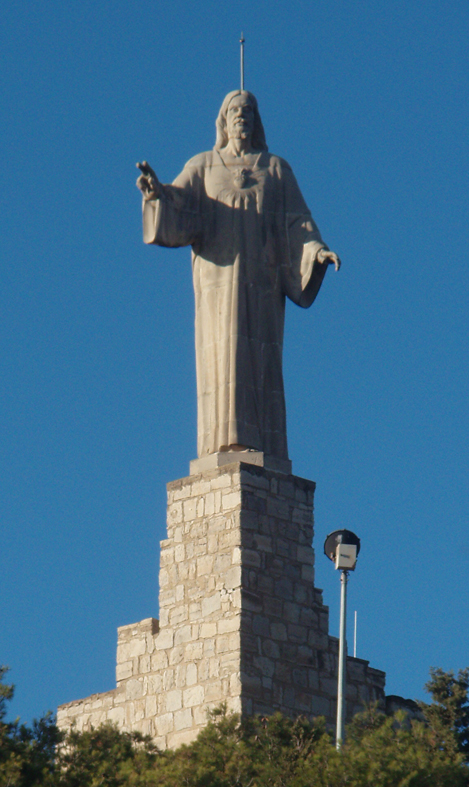
Статуя Ісуса на пагорбі
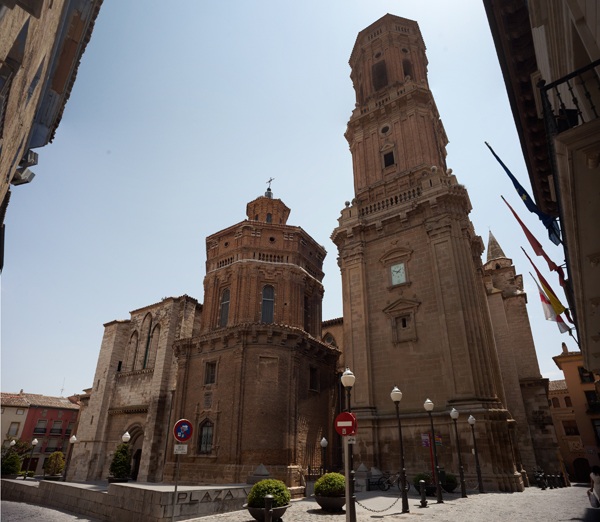
Кафедральний собор
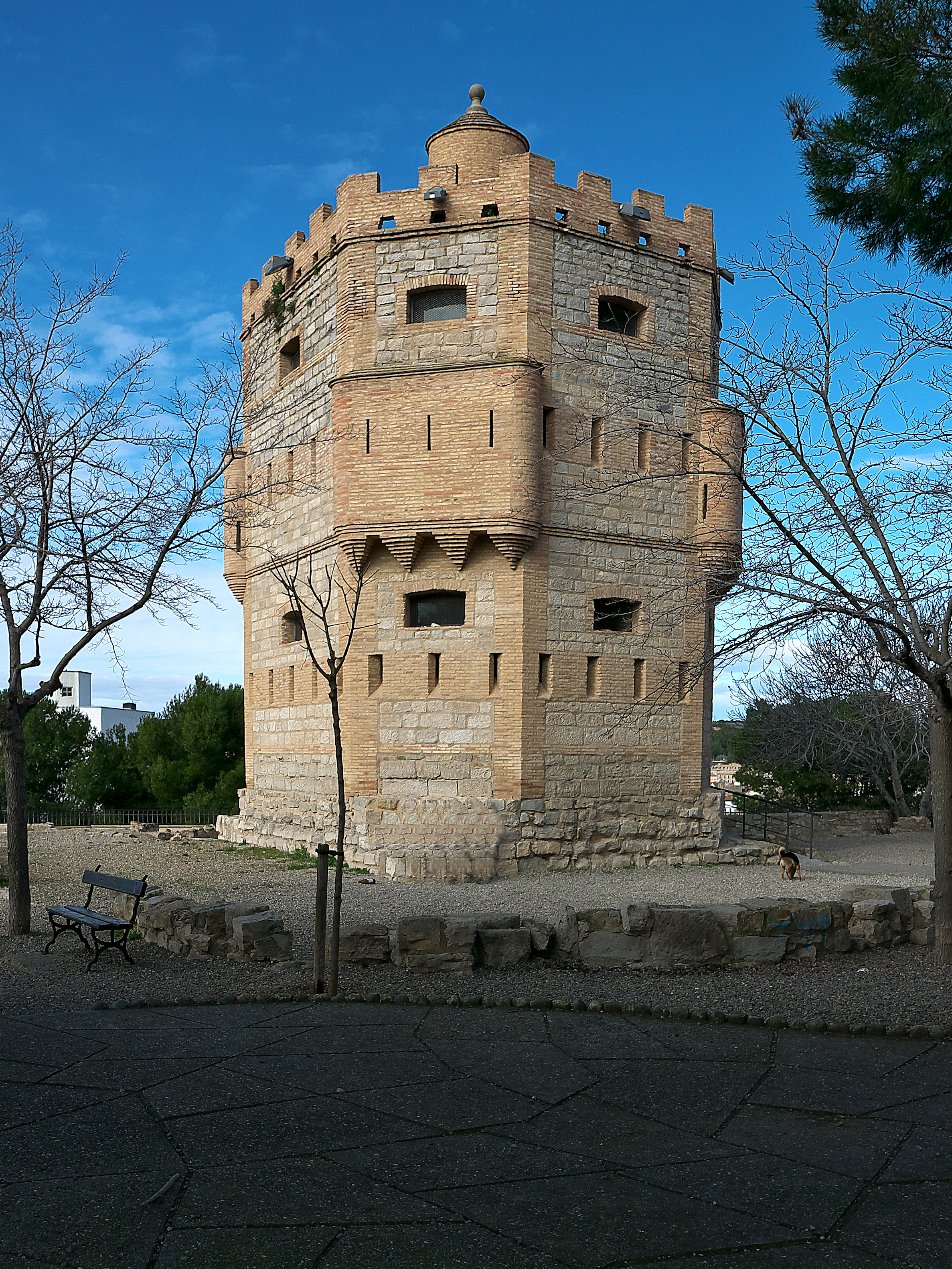
Башта Торре Монреаль